# オロトゥカーン

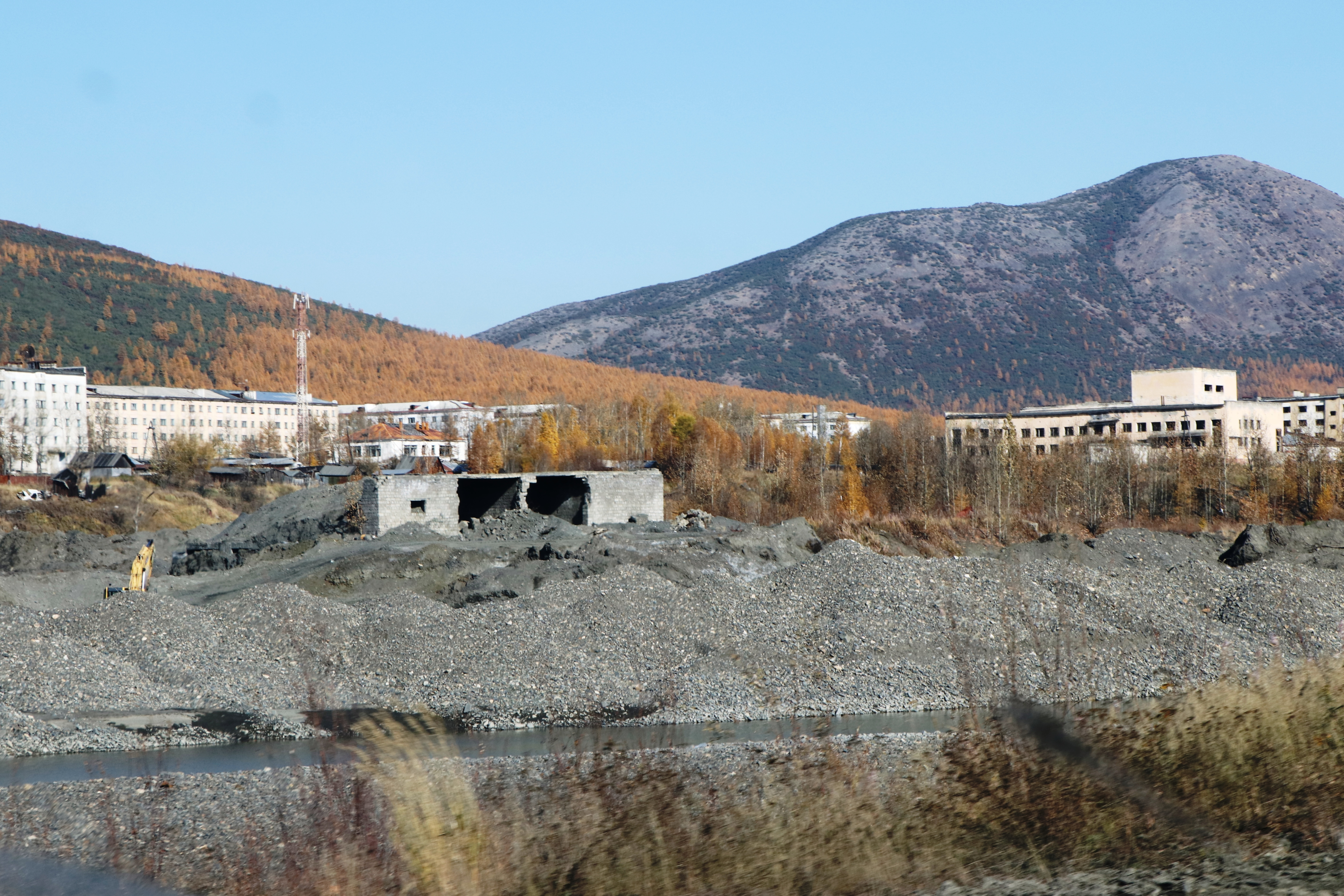

オロトゥカーン（オロトゥカン；ロシア語: Оротука́н アラトゥカーン）は、ロシア連邦マガダン州ヤーゴドノエ地区の町（都市型集落）である。近くには、オロトゥカーン川が流れる。

## 概要
オロトゥカーンの居住地は、1930年代に開拓された。名称は、サハ語（ヤクート語）で「小さな焼かれた森や草地の地区」を意味する「オルトコン」（Ортокон）に由来する。

## データ
- 人口: 2597人(2005年)

## 出身者
- チーナ・カーロリ: ウクライナの歌手。両親はウクライナ人であるが、オロトゥカーンの地で生まれた。
- マット・コロボフ:プロボクサー。オロトゥカーン生まれ。